# Hrabove (Donetsk)
Hrabove (Oekraïens: Грабове, Russisch: Грабово, Grabovo) is een dorp in de Oekraïense oblast Donetsk, tien kilometer ten noorden van de stad Tsjystjakove. In 2001 woonden er ongeveer duizend mensen in Hrabove. Het dorp ligt ten oosten van de stad Donetsk aan de rivier Mioes, die tevens de grens tussen de oblast Donetsk en de oblast Loehansk vormt. Ter hoogte van Hrabove is er een stuwmeer in de Mioes aangelegd voor drinkwatervoorziening in de regio.

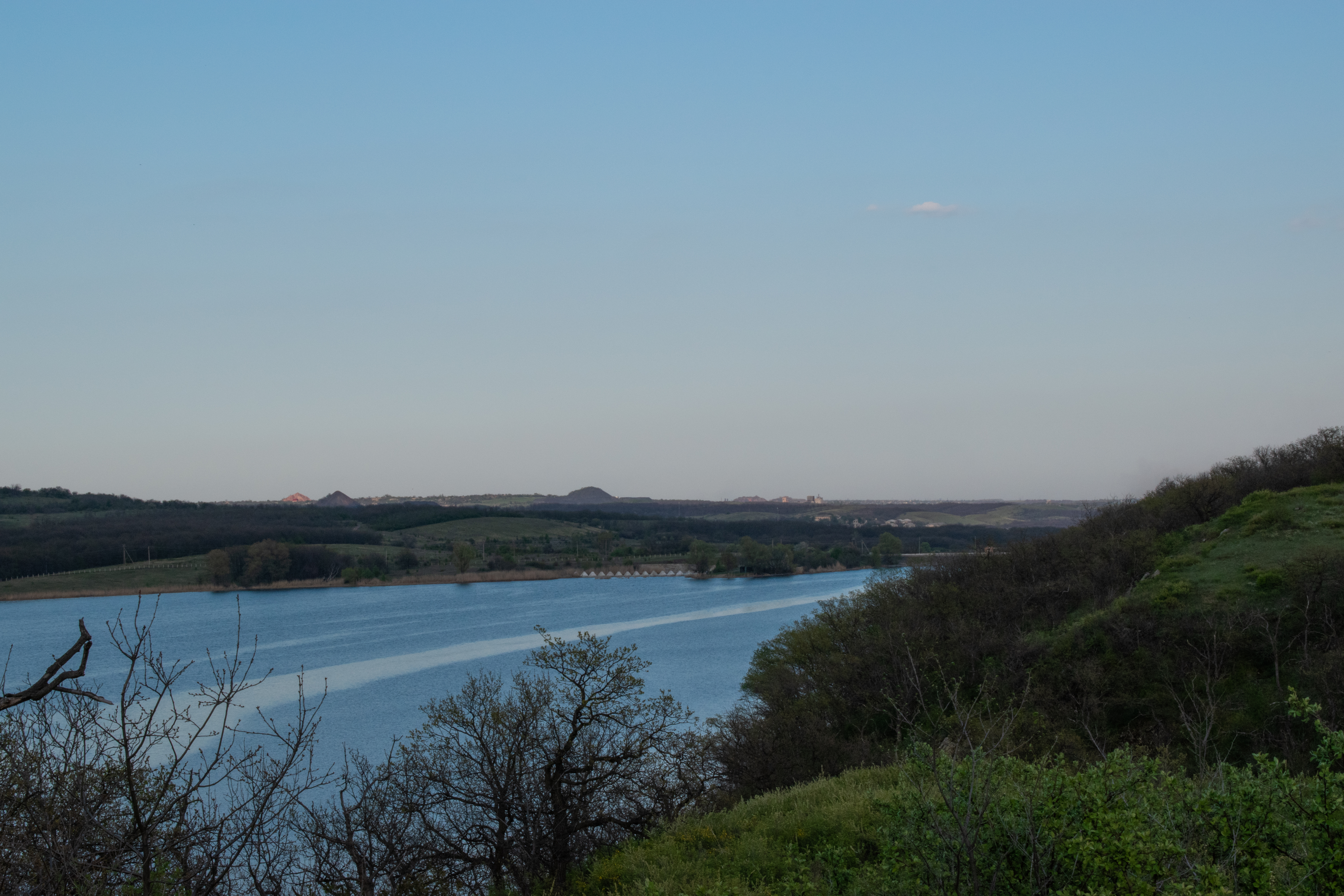
Hrabivske Reservoir: Stuwmeer in de Mioes bij Hrabove

## Geschiedenis
Het dorp werd aan het einde van de 15e eeuw gesticht en kreeg een stenen kerk in 1803, die deels werd herbouwd in 1903.
In april 2014 viel de regio waarin Hrabove ligt in handen van pro-Russische rebellen, die de Volksrepubliek Donetsk uitriepen. Op 17 juli 2014 stortte een passagiersvliegtuig van Malaysia Airlines neer nabij het dorp, waarbij alle 298 inzittenden om het leven kwamen.

## Demografie
Ten tijde van de volkstelling van 1989 woonden er 1081 mensen in Hrabove, waarvan respectievelijk 507 mannen en 574 vrouwen. In 2001 woonden er 1000 mensen in Hrabove. De volgende tabel geeft een overzicht van de talen die de inwoners van Hrabove in 2001 opgaven als hun moedertaal.
| Taal         | Aantal mensen | Percentage |
| ------------ | ------------- | ---------- |
| Oekraïens    | 775           | 77,5%      |
| Russisch     | 220           | 22,0%      |
| Wit-Russisch | 4             | 0,4%       |
| overig       | 1             | 0,1%       |